# Narcisse-Zéphirin Lorrain
Pour les articles homonymes, voir Lorrain (homonymie).
Narcisse-Zéphirin Lorrain (3 juin 1842 à Saint-Martin de Laval au Québec (Canada) - 1915) est un prêtre québécois et le premier évêque de Pembroke.

## Biographie
Son premier ancêtre au Canada, Pierre Lorrain ou Lorin dit Lachapelle, est arrivé au Canada vers 1657. Narcisse-Zéphirin Lorrain est né dans une famille de cultivateurs. Son père, Narcisse Lorrain, et sa mère, Sophie Gohier, avaient élevé sept enfants, dont il était lui-même l'aîné. 
À 14 ans, Narcisse-Zéphirin entre au séminaire de Sainte-Thérèse, où il fait son cours complet de 1856 à 1864. C'est également à Sainte-Thérèse qu'il vit ses années de séminariste et étudie la théologie tout en enseignant selon la coutume du temps. Il est ordonné prêtre à Montréal, par Ignace Bourget, le 4 août 1867. 
Pendant deux ans il continue à faire partie du personnel de la maison thérésienne, en y remplissant les fonctions de directeur des élèves.
Au cours de l'été de 1869, à 27 ans, l'abbé Lorrain part exercer le ministère aux États-Unis, dans le Vermont, où il devient curé de Redford, diocèse d'Ogdensburg, durant une dizaine d'années. 
À l'automne de 1879, Édouard-Charles Fabre le rappelle à Montréal, son diocèse d'origine. L'évêque de Montréal le nomme alors simple vicaire à Saint-Henri, l'une des paroisses de la grande ville. 
Fin de juillet 1880, le vicaire général de Montréal, Hippolyte Moreau, décède et Édouard-Charles Fabre l'appelle à occuper, à l'évêché, le poste de vicaire général.
Deux ans plus tard, Lorrain est désigné évêque au siège titulaire de Chytri (de) et premier vicaire apostolique de Pontiac, au nord d'Ottawa. Il est consacré évêque à Notre-Dame de Montréal, par Édouard-Charles Fabre, le 21 septembre 1882 avec comme co-consécrateurs Joseph-Thomas Duhamel et Edgar Philip Prindle Wadhams (en). À ce poste, il organise l'action colonisatrice des pères Oblats auprès des communautés autochtones. 
En mai 1898, le vicariat de Pontiac devient le diocèse régulier de Pembroke, et, le 22 septembre suivant, Lorrain y est installé évêque en titre.
En 1912, malade et affaibli, il doit se reposer en grande partie, pour l'administration diocésaine, sur son auxiliaire, qui devait dans la suite lui succéder. Lorrain meurt à l'hôpital de Pembroke le 18 décembre 1915, à 73 ans d'âge.

## Postérité
La municipalité de Lorrainville a été nommée d'après Narcisse-Zéphirin Lorrain.